# Leif Andersén
Leif Georg Andersén, född 16 maj 1945, är en svensk före detta friidrottare (långdistanslöpare). Han tävlade för Kils AIK. 1973 kom han på en fjortonde plats när han deltog i Lidingöloppet.. Andersén vann SM-guld på 25 000 meter år 1974. År 1976 kom Andersén etta, före lagkamraten Lars Enqvist, i SM i maraton.